# Shaida Buari
Shaida Buari, hiện nay được gọi là Shaida Nubi, sinh ngày 25 tháng 7 năm 1982, là một nữ doanh nhân, nhà từ thiện, người mẫu Ghana. Cô là người chiến thắng danh hiệu cuộc thi sắc đẹp Hoa hậu Ghana năm 2002. Cô sau đó, với quyền lợi của Hoa hậu Ghana, đã trở thành đại diện Ghana tham gia cuộc thi Hoa hậu Thế giới 2003. Là một phần trong dự án trách nhiệm xã hội của cô với tư cách là người chiến thắng danh hiệu Hoa hậu Ghana, cô đã làm việc với UNICEF, tổ chức Right To Play (Quyền được Vui Chơi) với các dự án liên quan đến sự nhạy cảm về kỳ thị xã hội gây bệnh nhân HIV / AIDS, cũng như giúp giáo dục phụ huynh về tầm quan trọng của một số chủng ngừa trong việc giúp kiềm chế bệnh tật ở trẻ nhỏ. Các công việc tiếp xúc này thúc đẩy cô thành lập tổ chức phi lợi nhuận của mình; Quỹ Helplink. Shaida phối hợp với một số đoàn thể, tổ chức nhằm đóng góp chi trả thành công các hóa đơn bệnh viện của một số trẻ em cần sự hỗ trợ đó.

## Tiểu sử
Shaida Buari sinh ra trpng một gia đình có gia thế lớn. Sau khi xuất hiện trong một số quảng cáo truyền hình, cô tham gia và chiến thắng cuộc thi Hoa hậu Ghana vào năm 2002, khi cô bắt đầu công việc từ thiện của mình. Cô cũng tham gia cuộc thi Bộ mặt Người mẫu Châu Phi vào đến vị trí Top 5 Chung cuộc.